# Gerard Walschap

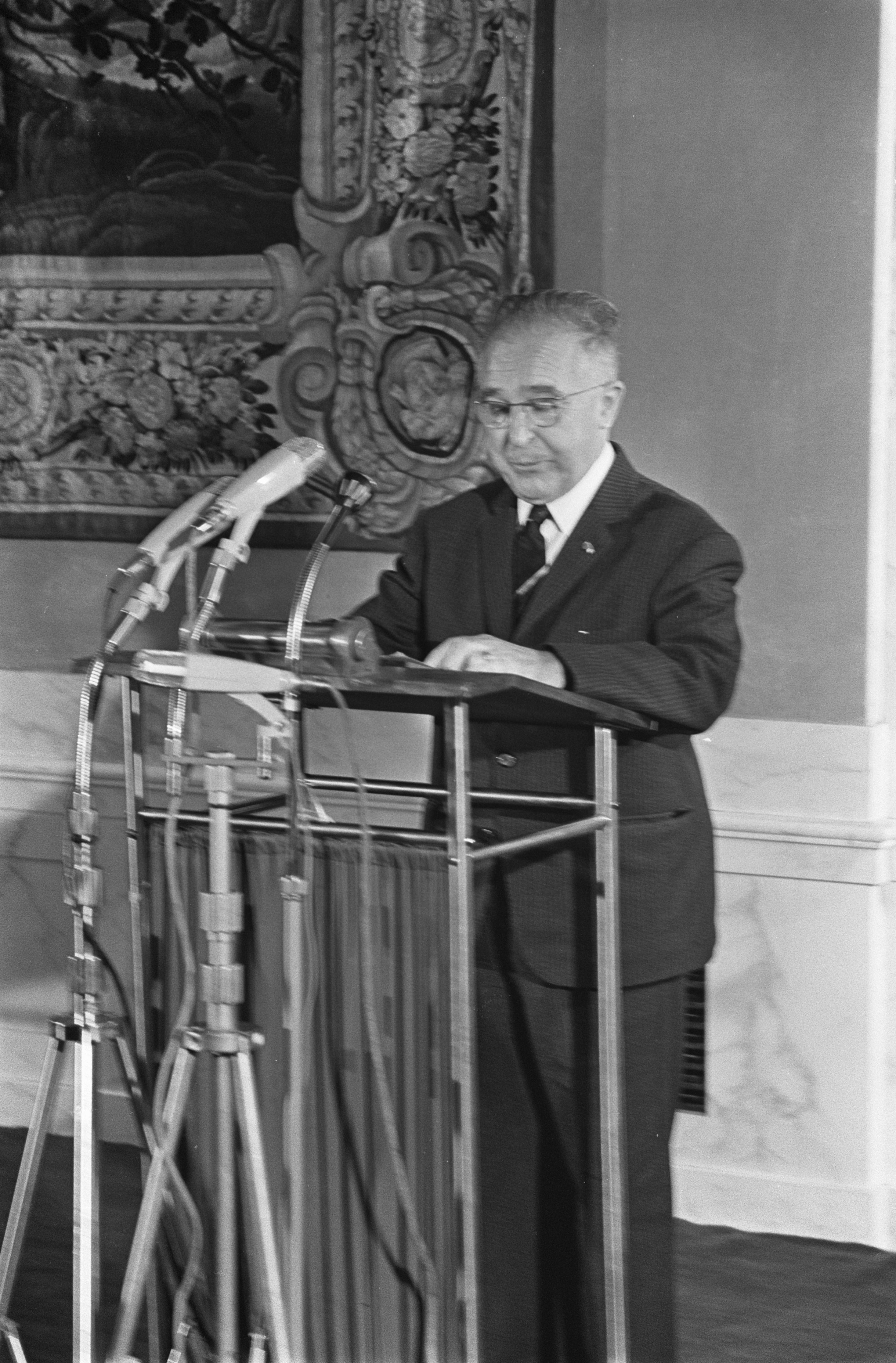
Gerard Walschap

Jacob Lodewijk Gerard, Baron Walschap (Londerzeel-St. Jozef, 9 iulie, 1898 - Antwerp, 25 octombrie, 1989), a fost un scriitor belgian.